# Ягами, Дзюнко
Дзюнко Ягами (яп. 八神 純子 Ягами Дзюнко, род. 5 января 1958 года, Нагоя) — японская певица и автор песен.

## Биография
Дзюнко Ягами родилась в 1958 году старшей дочерью Рёдзо Ягами, основателя и четвёртого председателя Yagami Mfg. Co. Ltd. В возрасте трёх лет она начала обучаться игре на пианино, а в первом классе — японским танцам. По словам Ягами, любовь к пению возникла у неё в детстве и она испытала влияние творчества сестёр Дза Пинац и Ширли Бэсси.
В 1974 году, в возрасте 16 лет, она приняла участие в конкурсе Yamaha Popular Song Contest с песней «Ame no hi no hitori goto» (яп. 雨の日のひとりごと Амэ но хи но хитори гото, «Монолог в дождливый день»), которая была издана как сингл 10 декабря 1974 года на лейбле Canyon Records/AARD-VARK. Другая песня для конкурса, «Shiawase no toki» (яп. 幸せの時 Сиавасэ но токи, «Счастливое время»), была выпущена синглом 10 февраля 1975 года. В 1980 году она участвовала в шоу «Кохаку ута гассэн». На протяжении 1980-х годов она выпустила множество популярных альбомов, например COMMUNICATION, и стала заметной фигурой японской музыки того времени. В 1986 году Ягами вышла замуж за певца Джона Стэнли и приняла его фамилию. Впоследствии иногда использовала псевдоним Джун Стэнли (June Stanley).
По состоянию на 2019 год Ягами проживает в США и продолжает работать над релизами и давать концерты и в Штатах, и в Японии.

## Дискография

### Синглы
- «Ame no hi no hitori-goto» (雨の日のひとりごと) (1974)
- «Shiawase no ji» (幸せの時) (1975)
- «Omoide ha utsukushi sugite» (思い出は美しすぎて) (1978)
- «Sayonara no kotoba» (さよならの言葉) (1978)
- «Mizuiro no ame» (みずいろの雨) (1978)
- «Omoide no sukurīn» (想い出のスクリーン) (1979)
- «Polar Star» (ポーラー・スタ) (1979)
- «Amai seikatsu» (甘い生活) (1980)
- «Purple Town ~You Oughta Know By Now~» (パープルタウン〜You Oughta Know By Now〜) (1980)
- «Mr. Blue ~Watashi no chikyū~» (Mr.ブルー〜私の地球〜) (1980)
- «I’m A Woman» (1981)
- «Koi no majikku torikku» (恋のマジック・トリック) (1981)
- «Summer in Summer ~Omoide wa suhada ni yaite~» (サマー・イン・サマー〜想い出は素肌に焼いて〜) (1982)
- «Touch you, tonight» (1982)
- «Love Supreme ~Shijō no ai~» (ラブ・シュープリーム〜至上の愛〜) (1983)
- «Koi no Smash Hit ~I Just Wanna Make A Hit Wit-Choo~» (恋のスマッシュ・ヒット〜I Just Wanna Make A Hit Wit-Choo〜) (1983)
- «NATURALLY» (1983)
- «Tasogare no BAY CITY» (黄昏のBAY CITY) (1983)
- «Cheater» (チーター（CHEATER）) (1985)
- «COMMUNICATION (Extended club mix)» (1985)
- «Suteki Downtow Jimmy» (素敵ダウンタウン・ジミ) (1985)
- «FUN CITY» (1986)
- «Kameleon» (カメレオン) (1986)
- «WORKING WOMAN (Ryōsaikenbo)» (WORKING WOMAN(良妻賢母)) (1987/11/22)
- «TRUTH HURTS (Shinjitsu wa kizutsuku mono…)» (TRUTH HURTS (真実は傷つくもの…)) (1988)
- «Señorita» (セニョリータ) (1989)
- «8 Tsuki no etoranze» (8月のエトランゼ) (1990)
- «Eurasian» (1992)
- «Tatoe kanawanai yume demo kore de ii» (たとえ叶わない夢でもこれでいい) (1993)
- «TEARDROPS» (1993)
- «Puesta del sol» (2000)
- «Sakura shōsho» (さくら証書) (2012)
- «Tsubasa» (翼) (2013)
- «Choko to watashi» (チョコと私) (2014)
- «Here We Go!» (2019)

### Студийные альбомы
- Omoide wa utsukushi sugite (思い出は美しすぎて) (1978)
- Sugao no watashi (素顔の私) (1979)
- Mr. Metoropolis (Mr.メトロポリス) (1980)
- Yumemiru koro wo sugite mo (夢見る頃を過ぎても) (1982)
- LONELY GIRL (1983)
- I WANNA MAKE A HIT WIT-CHOOM (Koi no Smash Hit) (I WANNA MAKE A HIT WIT-CHOOM（恋のスマッシュヒット）) (1983)
- FULL MOON (1983)
- COMMUNICATION (1985)
- Jun (純) (1985)
- Yagamania (ヤガマニア) (1986)
- TRUTH HURTS (1987)
- LOVE IS GOLD (1989)
- MY INVITATION (1990)
- State of Amber (1991)
- Mellow Café (1992)
- Christmas at Junko’s (1992)
- RENAISSANCE (1994)
- So Amazing (1997)
- Here I am ～Head to Toe～ (2013)

### Сборники
- JUNKO THE BEST (1980)
- Yagami Junko Top Hits 12 (八神純子 トップ ヒット12) (1981)
- Summer in Summer (サマー イン サマー) (1982)
- Kiseki I (軌跡I) (1984)
- Kiseki II (軌跡II) (1984)
- Best 15 (ベスト15) (1984)
- CHAPTERII BEST SELECTION (1987)
- Best of Me (ベスト・オブ・ミー) (1990)
- BEST OF ME VOL.II Ballad Collection (1991)
- Singles Collection (1993)
- BEST SELECTIONS (1994)
- The Best Selection (ザ・ベスト・セレクション) (1996)
- Best Collection (1999)
- Turning Leaf (ターニング・リーフ) (1999)
- Best Collection (ベストコレクション) (1999)
- Yagami Junko Best (八神純子 ベスト) (2002)
- Yagami Junko 2CD BEST 1978〜1983 (八神純子 2CD BEST 1978〜1983) (2005)
- Popcon My Recommendation Yagami Junko Pop Hits (ポプコン・マイ・リコメンド 八神純子 ポップ・ヒッツ) (2006)
- Popcon My Recommendation Yagami Junko Ballad (ポプコン・マイ・リコメンド 八神純子 バラード) (2006)
- Golden ☆ Best (ゴールデン☆ベスト) (2012)

### Концертные альбомы
- JUNKO THE LIVE (1984)
- The Night Flight Yagami Junko with Goto Tsugutoshi featuring Matsubara Masaki, Sato Jun & Murakami «Ponta» Shuichi (The Night Flight 八神純子 with 後藤次利 featuring 松原正樹、佐藤準 & 村上"ポンタ"秀一) (2014)
- The Night Flight 2 (2016)
- Premium Symphonic Concert (プレミアム・シンフォニック・コンサート) (2017)
- The Night Flight 3 (2017)
- This is the Yagamatsuri (This is the ヤガ祭り) (2018)

### Кавер-альбомы
- Christmas at Junko’s (1992)
- Inside of Myself (1996)
- VREATH 〜My Favorite Cocky Pop〜 (2012)